# 추사박물관
추사박물관은 경기도 과천시에 있는 박물관이다.

## 연혁
- 2013년 6월 3일 추사박물관 개관.